# 布拉尼斯拉夫·米特罗维奇
布拉尼斯拉夫·米特罗维奇（1985年1月30日—）生于诺维萨德，是一名塞尔维亚男子水球运动员。1994年10月，他和三位朋友前往泳池边，开始接触水球运动。他在刚开始练习水球时，他的第一个教练便安排他当守门员，以便发挥他身高及手臂长度的优势。